# Transcendente tal
[[File:{\displaystyle \mathbb {T} }|Mængden af transcendente tal
betegnes med bogstavet T 
med dobbeltstreg.px|class=noviewer|]]
Et transcendent tal er et tal (reelt eller komplekst) der ikke er rod i noget ikke-nul polynomium med rationale koefficienter. Det er altså det modsatte af et algebraisk tal. At transcendente tal overhovedet eksisterer er ikke selvindlysende; dette bevises først i 1844 af Joseph Liouville.
Eksempler på transcendente tal er {\displaystyle \pi } og {\displaystyle e}.
"Næsten alle" tal er transcendente i den forstand, at der kun er tælleligt mange algebraiske tal, men overtælleligt mange transcendente. Det er imidlertid svært at opskrive transcendente tal, da mængden af algebraiske tal er lukket overfor næsten alle normalt brugte funktioner, dvs. de giver algebraiske tal hvis man bruger dem på algebraiske tal. Undtagelser inkluderer potensopløftning med irrational eksponent ({\displaystyle 2^{\sqrt {2}}} er transcendent) og de trigonometriske funktioner (sin(1) er transcendent, ligesom alle trigonometriske funktioner taget på et vilkårligt rationalt tal, der ikke er 0).